# ایلیا ترشچنکو
ایلیا ترشچنکو (اوکراینی: Ілля Ваграмович Терещенко؛ زادهٔ ۲۷ مهٔ ۱۹۹۸) بازیکن فوتبال اهل اوکراین است.
وی همچنین در تیم ملی فوتبال Ukraine U17 بازی کرده‌است.